# Скрибоний Афродисий
Скрибоний Афродисий (лат. Scribonius Afrodisius) — римский грамматик конца I века до н. э. — начала I века. Известен исключительно из книга Светония «О грамматиках и риторах».
Афродисий был рабом и учеником известного грамматика Луция Орбилия Пупилла.
Затем был выкуплен второй женой Октавиана Августа Скрибонией Либоной, которая отпустила его на волю, в результате чего, по римской традиции, касающейся вольноотпущенников, к его имени было прибавлено «Скрибоний».
Он занялся преподаванием грамматики. Время его преподавательской деятельности совпадает с тем временем, когда преподавал другой известный грамматик Марк Веррий Флакк, которого он критиковал и даже написал возражение на его книги «Об орфографии» (лат. De orthographia), в которых не упустил возможности «задеть его нрав и научные занятия».
Версия о том, что Скрибоний Афродисий идентифицируется с узурпатором Скрибонием в Боспоре Киммерийском, серьёзной критики не выдерживает.